# 2020年のNFL
2020年のNFLは、2020年9月10日にNFL101回目のレギュラーシーズンとして開幕し、フロリダ州タンパで第55回スーパーボウルが開催されて終了した。このシーズンからレイダースが、オークランドからラスベガスのアレジアント・スタジアムへ移転し、ロサンゼルス・チャージャースとロサンゼルス・ラムズが共にSoFiスタジアムを新本拠地とした。ワシントン・レッドスキンズは暫定的にワシントン・フットボールチームに改名した。また、新労使協定が締結され、リーグ運営に大きな変更があった（下記参照）。
新型コロナウイルス感染症の流行により、プレシーズンマッチの全中止、無観客試合あるいは観客制限、選手へのシーズン欠場の権利付与（オプトアウト）など、2020年シーズンは様々な形で重大な影響を受けた。

## 新労使協定
2020年3月14日23時59分をもって締め切られた選手投票により、過半数の可決で新労使協定が締結された。この労使協定は、2011年に締結された労使協定が10年の有効期間経過により失効するため、新たな労使協定として締結されたものである。主要な変更点を以下に示す。
- 2020年シーズンから、プレーオフ進出チームを現行の12チームから14チームに増加させる。ワイルドカード進出チームがカンファレンスあたり現行の2から3に増やされ、カンファレンス1位チームのみがワイルドカードラウンドを免除される。2020年3月31日、オーナー会議によって承認された。
- 早ければ2021年シーズンから、各チームの試合数を現行の16試合から17試合に増加させ、プレシーズンゲームを4試合から3試合に減少させる。(ただし後述の通り、コロナウイルス流行により2020年はプレシーズンゲームを行わないこととなった)
- 2021年シーズンから、収益の選手への分配割合を47%から48%に増加させる（試合数が17試合に増加した場合は最大48.8%）。
- チームに登録できる選手を53人から55人に増加させ、出場登録も46人から48人に増加させる。練習生も10人から12人に増加。
- フル装備での最大練習時間を3時間から2時間半に短縮。
- 選手への処分はコミッショナーに代わり、中立の第三者が行う。

## ドラフト
2020年4月23日-4月25日にドラフトが行われ、7巡255名が指名された。全体1位でジョー・バロウがシンシナティ・ベンガルズに指名された。
当初ドラフトはネバダ州ラスベガスで開催する予定だったが新型コロナウィルスの流行によりラスベガスでのイベントは中止された。

## ルーニー・ルール拡張
重要ポジションへのマイノリティ雇用を促進する"ルーニー・ルール"の拡張として、ドラフト順の譲渡を用いて恩恵をもたらす提案が2020年11月に承認された。"非白人"であるマイノリティ出身のコーチあるいはフロントの人材が、他チームのヘッドコーチあるいはゼネラル・マネージャーになった場合は、その人材開発に対し元のチームが3ラウンド目の補償ドラフトの後の指名権を与えられる。実際に2021年ドラフトでは5チームが与えられた。
- 一人がHCあるいはGMになった場合、元のチームは2年にわたり3巡目のドラフト順を一個ずつ与えられる。
- 二人がHCあるいはGMになった場合、元のチームは3年にわたり3巡目のドラフト順を一個ずつ与えられる。

## 新型コロナウイルスの影響
2020年9月10日にレギュラーシーズンが開始されたが、以下の影響が見られた。
- ドラフトのバーチャル開催。
- ホール・オブ・フェイム・ゲームの中止。
- すべてのプレシーズンゲームの中止。
- インターナショナルゲームの国内振替。
- プロボウルの中止。ただし選手選考は2020年12月21日に行われた[6]。
- オプトアウトの新設[7]
  - 各選手には2020年シーズンに契約上のサラリーを受け取らない代わりに全くプレイしないことを選ぶオプトアウトの権利が与えられる。健康状態にリスクのある選手の場合は最低保証年俸のほかに$350,000の報酬が与えられ、2020年シーズンはフリーエージェントの権利取得にカウントされる。健康状態にリスクのない選手の場合は2021年シーズンのサラリーから$150,000が前払いされ、2020年シーズンはフリーエージェントの権利取得にカウントされない。
  - 2020年8月6日の申請期間終了までに、67人の選手がオプトアウトを選択した。この後も、新たに健康状態にリスクが生じた選手はオプトアウトを選択できる[8]。
- NFLはゲームの日を除き、毎日すべての選手にウイルス検査を行った。
- 第一週にロースターに登録されていた選手は、1試合出場しただけでフリー・エージェントの権利取得のために一年が加算される（通常は6試合)。
- リザーブ/COVID-19 リストの新設
  - 陽性および濃厚接触者が入る。二度の連続したテストで陰性とならない限り、選手は再登録できない。実際に数多くの選手がリスト入りして各チームは選手不足に苦しんだ。2020年11月29日の対セインツ戦では、デンバー・ブロンコスがすべてのQBを失って、大学でQBの経験があるルーキーで練習生のWRケンダル・ヒルトンを先発QBとした[9]。第13週までに、計200人以上がリスト入りした[10]。12月27日の対ジェッツ戦では、クリーブランド・ブラウンズがすべてのWRを失って敗北した[11]。2021年1月3日のパンサーズ戦では、ニューオーリンズ・セインツがすべてのRBを失った[12]。クリーブランド・ブラウンズは、プレーオフ初戦でヘッドコーチをはじめとした4人のコーチと2人の選手の出場を禁止された[13]。
- 州により観客制限が異なるためにNFLは観客の受け入れ数を各チームに任せたが、州規制の厳しいカリフォルニア州やニューヨーク州の全チームに加えて、シカゴ・ベアーズ、ラスベガス・レイダース、ニューイングランド・ペイトリオッツ、デトロイト・ライオンズ、グリーンベイ・パッカーズ、ミネソタ・バイキングス、シアトル・シーホークスが2020年シーズンの全ホーム開催試合を無観客とし、その他にも多くのチームが当初さらに最後の数試合を無観客にするか、あるいは観客数を制限した。
- 選手やスタッフの感染により多くのゲームの延期があり、そのうち週をまたいだ延期は他の試合の日程にも影響した
  - 第4週に予定されていたピッツバーグ・スティーラーズ対テネシー・タイタンズの試合は、タイタンズの選手とスタッフに感染者が出たため第7週に延期された[14]。
  - 同じく第4週日曜日に予定されていたニューイングランド・ペイトリオッツ対カンサスシティ・チーフスの試合は、両チーム選手に感染者が出たために翌日マンデーナイトに延期された[15]。
  - 第5週に予定されていたデンバー・ブロンコス 対ニューイングランド・ペイトリオッツの試合はペイトリオッツに感染者が出たために第6週に延期された[16]。
  - 第12週の感謝祭サーズデーナイトに予定されていたピッツバーグ・スティーラーズ対ボルティモア・レイブンズの試合は、レイブンズ内の感染者発生により三日後の日曜日に延期され[17]、さらに二日後の火曜日に延期され[18]、さらに翌日の水曜日に延期された[19]。
- プレーオフ代替案
  - 第9週までの日程変更によって休暇週バイ・ウィークを使用せざるを得なかったチームも出現し、予備週である第18週の日程を加えてもプレーオフ決定に影響するレギュラーシーズン全試合を消化できない可能性が浮上した。その場合に備えて、オーナー会議は各コンファレンスからのプレーオフ出場チームを7チームから8チームに拡大する代替案を2020年11月10日に承認した[20]。結果的にレギュラーシーズン全試合を消化したため、代替案は実行されなかった。

### オプトアウト
申請期間終了時、オプトアウト申請選手数はチーム別・ポジション別に以下のようになっている。
| AFC | BUF | 2 | MIA | 2 | NE  | 8 | NYJ | 3 |
| AFC | HOU | 1 | IND | 3 | JAX | 3 | TEN | 1 |
| AFC | BAL | 2 | CIN | 2 | CLE | 5 | PIT | 0 |
| AFC | DEN | 2 | KC  | 3 | LV  | 3 | LAC | 0 |
| NFC | DAL | 3 | NYG | 3 | PHI | 1 | WAS | 2 |
| NFC | ATL | 0 | CAR | 2 | NO  | 2 | TB  | 1 |
| NFC | CHI | 2 | DET | 3 | GB  | 1 | MIN | 1 |
| NFC | ARI | 1 | LAR | 1 | SF  | 3 | SEA | 1 |

| オフェンス   | QB | 0  | RB | 4 | WR | 10 | TE | 3 | OL | 21 |
| ディフェンス | DL | 12 | LB | 7 | DB | 9  |    |   |    |    |
| スペシャル   | RT | 1  | K  | 0 | P  | 0  |    |   |    |    |

### レギュラーシーズン・ホームゲームでの観客の制限
各チームが以下のように観客を制限した。
| チーム | 制限概要 | 詳細 | 出典                               |
| ------ | -------- | --- | ---------------------------------- |
| ARI    | 一部     | 最初の3試合が無観客ののち、2試合は1200人を上限、その後の3試合は無観客。                                                                   | [ 22 ] [ 23 ] [ 24 ] [ 25 ]        |
| ATL    | 一部     | 最初の1試合が無観客ののち、500人を上限。                                                                                                  | [ 26 ]                             |
| BAL    | 一部     | 最初の3試合が無観客ののち、3000人を上限。11週から再び無観客。                                                                             | [ 27 ] [ 28 ]                      |
| BUF    | 無観客   | シーズンを通し無観客。 | [ 29 ] [ 30 ] [ 31 ]               |
| CAR    | 一部     | 最初の1試合が無観客ののち、5,240人を上限。                                                                                                | [ 32 ]                             |
| CHI    | 無観客   | シーズンを通し無観客。 | [ 33 ] [ 34 ]                      |
| CIN    | 一部     | 最初の一試合が無観客、次試合は6,000人を上限、その後は12,000人を上限。                                                                     | [ 35 ]                             |
| CLE    | 有観客   | 最初の2試合が6,000人、その後は12,000人を上限。                                                                                            | [ 35 ]                             |
| DAL    | 有観客   | 20,000人を上限。 | [ 36 ]                             |
| DEN    | 一部     | 500人を上限に開幕、のちには5,700人を上限、最後の3試合は無観客。                                                                           | [ 37 ] [ 38 ] [ 39 ] [ 40 ]        |
| DET    | 無観客   | | [ 33 ] [ 41 ]                      |
| GB     | 無観客   | | [ 42 ]                             |
| HOU    | 一部     | 最初の1試合が無観客、次試合から13,300人を上限。                                                                                           | [ 43 ]                             |
| IND    | 有観客   | 当初2,500人を上限。のちには15%を上限。 | [ 33 ] [ 44 ] [ 45 ]               |
| JAC    | 有観客   | 25%を上限。 | [ 33 ] [ 23 ]                      |
| KC     | 有観客   | 22%を上限。 | [ 46 ] [ 23 ]                      |
| LAC    | 無観客   | | [ 47 ]                             |
| LAR    | 無観客   | | [ 47 ]                             |
| LV     | 無観客   | | [ 48 ]                             |
| MIA    | 有観客   | 13,000人を上限。 | [ 33 ] [ 49 ] [ 50 ]               |
| MIN    | 無観客   | | [ 51 ] [ 52 ]                      |
| NE     | 無観客   | | [ 53 ] [ 54 ]                      |
| NO     | 一部     | 当初無観客。第7週から3,000人を上限。のちには6,000人を上限。                                                                               | [ 33 ] [ 55 ] [ 56 ]               |
| NYG    | 無観客   | | [ 33 ] [ 41 ]                      |
| NYJ    | 無観客   | | [ 33 ] [ 41 ]                      |
| PHI    | 一部     | 最初の2試合が無観客、次の3試合は7,500人を上限、その後は再び無観客。                                                                       | [ 33 ] [ 57 ] [ 58 ]               |
| PIT    | 一部     | 最初の2試合が無観客、第5-10週は5,500人を上限。第12週以降は無観客。プレーオフは家族・同僚のみ。                                            | [ 41 ] [ 59 ] [ 60 ] [ 60 ] [ 61 ] |
| SF     | 無観客   | 第13週以降の3試合はサンタクララ郡が試合・練習を禁止したために、アリゾナ・カーディナルスのホームステートファーム・スタジアムで無観客開催。 | [ 41 ] [ 62 ]                      |
| SEA    | 無観客   | | [ 63 ]                             |
| TB     | 一部     | 最初の1試合が無観客、次試合は1998年以来のシーズンチケット保持者のみ、第6週目からは25%を上限。                                             | [ 64 ] [ 41 ]                      |
| TEN    | 一部     | 最初の1試合が無観客、そののちは10%から15%を上限。                                                                                         | [ 65 ]                             |
| WAS    | 一部     | 最初の4試合が無観客、5試合目は3,000人を上限としたシーズンチケット保持者のみ。6試合目から再び無観客。                                      | [ 66 ] [ 41 ] [ 67 ]               |

## 日程
主な日程
日本時間5月8日午前9時に発表された。
- ドラフト:4月23-25日まで開催されたが、新型コロナウイルスの感染拡大によりネバダ州ラスベガスでの公開イベントは全てキャンセルされ、史上初のバーチャル方式で行われた。
- プレシーズンゲーム：各チーム4試合ずつの予定であったが、新型コロナウイルスの感染拡大により全く行われないこととなった[68]。
- ホール・オブ・フェイム・ゲーム：8月6日にカウボーイズとスティーラーズの対戦で行われ、全米ではNBCで放送予定だったが、新型コロナウイルスの感染拡大により6月25日に4年ぶりの中止が決定した。
- 開幕戦:9月10日に第54回スーパーボウルを制覇したチーフスのホームでテキサンズを迎え、有観客での開幕となった。
- 新スタジアムこけら落とし:9月13日のサンデーナイトでSoFiスタジアムのこけら落としの試合として、ラムズ（カウボーイズ戦）のホームゲームが、9月21日のマンデーナイトでアレジアント・スタジアムのこけら落としの試合として、レイダース（セインツ戦）のホームゲームがそれぞれ行われた。
- インターナショナルシリーズ：当初はロンドンで4試合・メキシコで1試合の開催が予定されていたが、新型コロナウイルスの感染拡大により全てキャンセルとなりアメリカ国内での試合に振り替えられた。
- サンクスギビングデー ：11月26日にカウボーイズ（ワシントン戦）、ライオンズ（テキサンズ戦）のホームゲームが行われた。なお、サンクスギビングナイトとして予定されていたピッツバーグのレイブンズVSスティーラーズはレイブンズで複数名の新型コロナウイルス感染者が出たため11月29日に延期され、さらに12月1日に再延期された[17][18]のち、12月2日に再々延期となった。
- サタデーゲーム:12月19日と26日に各週2～3試合ずつが開催された。（19日はデンバーでのビルズVSブロンコスとグリーンベイでのパンサーズVSパッカーズの2試合、26日はデトロイトでのバッカニアーズVSライオンズ、グレンデールでの49ers対カーディナルス、ラスベガスでのドルフィンズVSレイダースの3試合。）
- クリスマスデー: 12月25日金曜日にバイキングスVSセインツがニューオーリンズで行われた。
- プレーオフ:レギュラーシーズンは2021年1月3日に終了し（サンデーナイトはNFC東地区の優勝チームが決定するフィラデルフィアのワシントンVSイーグルス）、1月9日からプレーオフに突入した。カンファレンスチャンピオンシップはNFC（グリーンベイでバッカニアーズVSパッカーズ）が1月24日午後3時(ET)にFOXで、AFC（カンザスシティでビルズVSチーフス）が午後6時30分(ET)にCBSで放送されて行われた。第55回スーパーボウルは2月7日午後6時30分(ET)より、チーフスとバッカニアーズの対戦でフロリダ州タンパのレイモンド・ジェームス・スタジアムで開催され、全米ではCBSが生中継を行った。

### 対戦カード決定方法
2020年3月15日、試合数を現行の16試合から17試合に増加させる労使協定案が合意されたが、試合数増加は2021年シーズン以降の施行となったため、2020年シーズンは前年と同様に行われた。
各チームの16試合の対戦相手はNFLの規則に基づき、前年度の成績や地区ごとのローテーションで自動的に決定される。
- 同地区（ホーム＆アウェイ、6試合）
- カンファレンス内他の1地区総当り（4試合）
- カンファレンス内上記除く他地区の前年同順位（2試合）
- 他カンファレンスの1地区総当り（4試合）

2020年シーズンの地区外との対戦ルールは以下のようである。
| カンファレンス内 AFC東地区 vs. AFC西地区 AFC北地区 vs. AFC南地区 NFC東地区 vs. NFC西地区 NFC北地区 vs. NFC南地区 | カンファレンス外 AFC東地区 vs. NFC西地区 AFC北地区 vs. NFC東地区 AFC南地区 vs. NFC北地区 AFC西地区 vs. NFC南地区 |

|      | AFC            | AFC        | AFC            | AFC            | NFC          | NFC            | NFC          | NFC          |
| 前年 | 西地区         | 南地区     | 北地区         | 東地区         | 西地区       | 南地区         | 北地区       | 東地区       |
| ---- | -------------- | ---------- | -------------- | -------------- | ------------ | -------------- | ------------ | ------------ |
| 1位  | チーフス       | テキサンズ | レイブンズ     | ペイトリオッツ | 49ers        | セインツ       | パッカーズ   | イーグルス   |
| 2位  | ブロンコス     | タイタンズ | スティーラーズ | ビルズ         | シーホークス | ファルコンズ   | バイキングス | カウボーイズ |
| 3位  | レイダース     | コルツ     | ブラウンズ     | ジェッツ       | ラムズ       | バッカニアーズ | ベアーズ     | ジャイアンツ |
| 4位  | チャージャーズ | ジャガーズ | ベンガルズ     | ドルフィンズ   | カージナルス | パンサーズ     | ライオンズ   | ワシントン   |

 ：1度対戦　 ：2度対戦

## レギュラーシーズン順位表
| AFC東地区                          | AFC東地区 | AFC東地区 | AFC東地区 | AFC東地区 | AFC東地区 | AFC東地区 | AFC東地区 | AFC東地区 | AFC東地区 | AFC東地区 | AFC東地区 | AFC東地区 | AFC東地区 | AFC東地区 |
| チーム                             | 勝        | 敗        | 分        | 勝率      | Div       | Con       | 総得点    | 総失点    | 平均得点  | 平均失点  | SOS       | SOV       |           |           |
| ---------------------------------- | --------- | --------- | --------- | --------- | --------- | --------- | --------- | --------- | --------- | --------- | --------- | --------- | --------- | --------- |
| (2)バッファロー・ビルズ            | 13        | 3         | 0         | .813      | 6-0       | 10-2      | 501       | 375       | 31.3      | 23.4      | .512      | .471      |           |           |
| マイアミ・ドルフィンズ             | 10        | 6         | 0         | .625      | 3-3       | 7-5       | 404       | 338       | 25.3      | 21.1      | .467      | .347      |           |           |
| ニューイングランド・ペイトリオッツ | 7         | 9         | 0         | .438      | 3-3       | 6-6       | 326       | 353       | 20.4      | 22.1      | .527      | .429      |           |           |
| ニューヨーク・ジェッツ             | 2         | 14        | 0         | .125      | 0-6       | 1-11      | 243       | 457       | 15.2      | 28.6      | .594      | .656      |           |           |
| AFC北地区                          |           |           |           |           |           |           |           |           |           |           |           |           |           |           |
| チーム                             | 勝        | 敗        | 分        | 勝率      | Div       | Con       | 総得点    | 総失点    | 平均得点  | 平均失点  | SOS       | SOV       |           |           |
| (3)ピッツバーグ・スティーラーズ    | 12        | 4         | 0         | .750      | 4-2       | 9-3       | 416       | 312       | 26.0      | 19.5      | .475      | .448      |           |           |
| (5)ボルチモア・レイブンズ          | 11        | 5         | 0         | .688      | 4-2       | 7-5       | 468       | 303       | 29.3      | 18.9      | .494      | .401      |           |           |
| (6)クリーブランド・ブラウンズ      | 11        | 5         | 0         | .688      | 3-3       | 7-5       | 408       | 419       | 25.5      | 26.2      | .451      | .406      |           |           |
| シンシナティ・ベンガルズ           | 4         | 11        | 1         | .281      | 1-5       | 4-8       | 311       | 424       | 19.4      | 26.5      | .529      | .438      |           |           |
| AFC南地区                          |           |           |           |           |           |           |           |           |           |           |           |           |           |           |
| チーム                             | 勝        | 敗        | 分        | 勝率      | Div       | Con       | 総得点    | 総失点    | 平均得点  | 平均失点  | SOS       | SOV       |           |           |
| (4)テネシー・タイタンズ            | 11        | 5         | 0         | .688      | 5-1       | 8-4       | 491       | 439       | 30.7      | 27.4      | .475      | .398      |           |           |
| (7)インディアナポリス・コルツ      | 11        | 5         | 0         | .688      | 4-2       | 7-5       | 451       | 362       | 28.2      | 22.6      | .443      | .384      |           |           |
| ヒューストン・テキサンズ           | 4         | 12        | 0         | .250      | 2-4       | 3-9       | 384       | 464       | 24.0      | 29.0      | .541      | .219      |           |           |
| ジャクソンビル・ジャガーズ         | 1         | 15        | 0         | .063      | 1-5       | 1-11      | 306       | 492       | 19.1      | 30.8      | .549      | .688      |           |           |
| AFC西地区                          |           |           |           |           |           |           |           |           |           |           |           |           |           |           |
| チーム                             | 勝        | 敗        | 分        | 勝率      | Div       | Con       | 総得点    | 総失点    | 平均得点  | 平均失点  | SOS       | SOV       |           |           |
| (1)カンザスシティ・チーフス        | 14        | 2         | 0         | .875      | 4-2       | 10-2      | 473       | 362       | 29.6      | 22.6      | .465      | .464      |           |           |
| ラスベガス・レイダース             | 8         | 8         | 0         | .500      | 4-2       | 6-6       | 434       | 478       | 27.1      | 29.9      | .539      | .477      |           |           |
| ロサンゼルス・チャージャーズ       | 7         | 9         | 0         | .438      | 3-3       | 6-6       | 384       | 426       | 24.0      | 26.6      | .482      | .344      |           |           |
| デンバー・ブロンコス               | 5         | 11        | 0         | .313      | 1-5       | 4-8       | 323       | 446       | 20.2      | 27.9      | .566      | .388      |           |           |
| NFC東地区                          |           |           |           |           |           |           |           |           |           |           |           |           |           |           |
| チーム                             | 勝        | 敗        | 分        | 勝率      | Div       | Con       | 総得点    | 総失点    | 平均得点  | 平均失点  | SOS       | SOV       |           |           |
| (4)ワシントン・フットボールチーム  | 7         | 9         | 0         | .438      | 4-2       | 5-7       | 335       | 329       | 20.9      | 20.6      | .459      | .388      |           |           |
| ニューヨーク・ジャイアンツ         | 6         | 10        | 0         | .375      | 4-2       | 5-7       | 280       | 357       | 17.5      | 22.3      | .502      | .427      |           |           |
| ダラス・カウボーイズ               | 6         | 10        | 0         | .375      | 2-4       | 5-7       | 395       | 473       | 24.7      | 29.6      | .471      | .333      |           |           |
| フィラデルフィア・イーグルス       | 4         | 11        | 1         | .281      | 2-4       | 4-8       | 334       | 418       | 20.9      | 26.1      | .537      | .469      |           |           |
| NFC北地区                          |           |           |           |           |           |           |           |           |           |           |           |           |           |           |
| チーム                             | 勝        | 敗        | 分        | 勝率      | Div       | Con       | 総得点    | 総失点    | 平均得点  | 平均失点  | SOS       | SOV       |           |           |
| (1)グリーンベイ・パッカーズ        | 13        | 3         | 0         | .813      | 5-1       | 10-2      | 509       | 369       | 31.8      | 23.1      | .428      | .387      |           |           |
| (7)シカゴ・ベアーズ                | 8         | 8         | 0         | .500      | 2-4       | 6-6       | 372       | 370       | 23.3      | 23.1      | .488      | .336      |           |           |
| ミネソタ・バイキングス             | 7         | 9         | 0         | .438      | 4-2       | 5-7       | 430       | 475       | 26.9      | 29.7      | .504      | .366      |           |           |
| デトロイト・ライオンズ             | 5         | 11        | 0         | .313      | 1-5       | 4-8       | 377       | 519       | 23.6      | 32.4      | .508      | .350      |           |           |
| NFC南地区                          |           |           |           |           |           |           |           |           |           |           |           |           |           |           |
| チーム                             | 勝        | 敗        | 分        | 勝率      | Div       | Con       | 総得点    | 総失点    | 平均得点  | 平均失点  | SOS       | SOV       |           |           |
| (2)ニューオーリンズ・セインツ      | 12        | 4         | 0         | .750      | 6-0       | 10-2      | 482       | 337       | 30.1      | 21.1      | .459      | .406      |           |           |
| (5)タンパベイ・バッカニアーズ      | 11        | 5         | 0         | .688      | 4-2       | 8-4       | 492       | 355       | 30.8      | 22.2      | .488      | .392      |           |           |
| カロライナ・パンサーズ             | 5         | 11        | 0         | .313      | 1-5       | 4-8       | 350       | 402       | 21.9      | 25.1      | .531      | .388      |           |           |
| アトランタ・ファルコンズ           | 4         | 12        | 0         | .250      | 1-5       | 2-10      | 396       | 414       | 24.8      | 25.9      | .551      | .391      |           |           |
| NFC西地区                          |           |           |           |           |           |           |           |           |           |           |           |           |           |           |
| チーム                             | 勝        | 敗        | 分        | 勝率      | Div       | Con       | 総得点    | 総失点    | 平均得点  | 平均失点  | SOS       | SOV       |           |           |
| (3)シアトル・シーホークス          | 12        | 4         | 0         | .750      | 4–2       | 9–3       | 459       | 371       | 28.7      | 23.2      | .447      | .404      |           |           |
| (6)ロサンゼルス・ラムズ            | 10        | 6         | 0         | .625      | 3–3       | 9–3       | 372       | 296       | 23.3      | 18.5      | .494      | .484      |           |           |
| アリゾナ・カージナルス             | 8         | 8         | 0         | .500      | 2–4       | 6–6       | 410       | 367       | 25.6      | 22.9      | .475      | .441      |           |           |
| サンフランシスコ・49ers            | 6         | 10        | 0         | .375      | 3–3       | 4–8       | 376       | 390       | 23.5      | 24.4      | .549      | .448      |           |           |

| AFC            | AFC            | AFC      | AFC      | AFC      | AFC      | AFC      | AFC      | AFC      | AFC      | AFC      |
| 順 位          | チーム         | 地 区    | 勝       | 敗       | 分       | 勝率     | DIV      | CON      | SOS      | SOV      |
| 地区優勝       | 地区優勝       | 地区優勝 | 地区優勝 | 地区優勝 | 地区優勝 | 地区優勝 | 地区優勝 | 地区優勝 | 地区優勝 | 地区優勝 |
| -------------- | -------------- | -------- | -------- | -------- | -------- | -------- | -------- | -------- | -------- | -------- |
| 1              | チーフス       | 西       | 14       | 2        | 0        | .875     | 4-2      | 10-2     | .465     | .464     |
| 2              | スティーラーズ | 北       | 12       | 4        | 0        | .750     | 4-2      | 9-3      | .475     | .448     |
| 3              | ビルズ         | 東       | 13       | 3        | 0        | .813     | 6-0      | 10-2     | .512     | .471     |
| 4              | タイタンズ     | 南       | 11       | 5        | 0        | .688     | 5-1      | 8-4      | .475     | .398     |
| ワイルドカード |                |          |          |          |          |          |          |          |          |          |
| 5              | レイブンズ     | 北       | 11       | 5        | 0        | .688     | 4-2      | 7-5      | .494     | .401     |
| 6              | ブラウンズ     | 北       | 11       | 5        | 0        | .688     | 3-3      | 7-5      | .451     | .406     |
| 7              | コルツ         | 南       | 11       | 5        | 0        | .688     | 4-2      | 7-5      | .443     | .384     |
|                |                |          |          |          |          |          |          |          |          |          |
| 8              | ドルフィンズ   | 東       | 10       | 6        | 0        | .625     | 3-3      | 7-5      | .467     | .347     |
| 9              | レイダース     | 西       | 8        | 8        | 0        | .500     | 4-2      | 6-6      | .539     | .477     |
| 10             | ペイトリオッツ | 東       | 7        | 9        | 0        | .438     | 3-3      | 6-6      | .527     | .429     |
| 11             | チャージャーズ | 西       | 7        | 9        | 0        | .438     | 3-3      | 6-6      | .482     | .344     |
| 12             | ブロンコス     | 西       | 5        | 11       | 0        | .313     | 1-5      | 4-8      | .566     | .388     |
| 13             | ベンガルズ     | 北       | 4        | 11       | 1        | .281     | 1-5      | 4-8      | .529     | .438     |
| 14             | テキサンズ     | 南       | 4        | 12       | 0        | .250     | 2-4      | 3-9      | .541     | .219     |
| 15             | ジェッツ       | 東       | 2        | 14       | 0        | .125     | 0-6      | 1-11     | .594     | .656     |
| 16             | ジャガーズ     | 南       | 1        | 15       | 0        | .063     | 1-5      | 1-11     | .549     | .688     |
| タイブレーク   |                |          |          |          |          |          |          |          |          |          |
| 1. 2. 3. 4.    |                |          |          |          |          |          |          |          |          |          |

| NFC            | NFC            | NFC      | NFC      | NFC      | NFC      | NFC      | NFC      | NFC      | NFC      | NFC      |
| 順 位          | チーム         | 地 区    | 勝       | 敗       | 分       | 勝率     | DIV      | CON      | SOS      | SOV      |
| 地区優勝       | 地区優勝       | 地区優勝 | 地区優勝 | 地区優勝 | 地区優勝 | 地区優勝 | 地区優勝 | 地区優勝 | 地区優勝 | 地区優勝 |
| -------------- | -------------- | -------- | -------- | -------- | -------- | -------- | -------- | -------- | -------- | -------- |
| 1              | パッカーズ     | 北       | 13       | 3        | 0        | .813     | 5-1      | 10-2     | .428     | .387     |
| 2              | セインツ       | 南       | 12       | 4        | 0        | .750     | 6-0      | 10-2     | .459     | .406     |
| 3              | シーホークス   | 西       | 12       | 4        | 0        | .750     | 4–2      | 9–3      | .447     | .404     |
| 4              | ワシントン     | 東       | 7        | 9        | 0        | .438     | 4-2      | 5-7      | .459     | .388     |
| ワイルドカード |                |          |          |          |          |          |          |          |          |          |
| 5              | バッカニアーズ | 南       | 11       | 5        | 0        | .688     | 4-2      | 8-4      | .488     | .392     |
| 6              | ラムズ         | 西       | 10       | 6        | 0        | .625     | 3–3      | 9–3      | .494     | .484     |
| 7              | ベアーズ       | 北       | 8        | 8        | 0        | .500     | 2-4      | 6-6      | .488     | .336     |
|                |                |          |          |          |          |          |          |          |          |          |
| 8              | カージナルス   | 西       | 8        | 8        | 0        | .500     | 2–4      | 6–6      | .475     | .441     |
| 9              | バイキングス   | 北       | 7        | 9        | 0        | .438     | 4-2      | 5-7      | .504     | .366     |
| 10             | 49ers          | 西       | 6        | 10       | 0        | .375     | 3–3      | 4–8      | .549     | .448     |
| 11             | ジャイアンツ   | 東       | 6        | 10       | 0        | .375     | 4-2      | 5-7      | .502     | .427     |
| 12             | カウボーイズ   | 東       | 6        | 10       | 0        | .375     | 2-4      | 5-7      | .471     | .333     |
| 13             | パンサーズ     | 南       | 5        | 11       | 0        | .313     | 1-5      | 4-8      | .531     | .388     |
| 14             | ライオンズ     | 北       | 5        | 11       | 0        | .313     | 1-5      | 4-8      | .508     | .350     |
| 15             | イーグルス     | 東       | 4        | 11       | 1        | .281     | 2-4      | 4-8      | .537     | .469     |
| 16             | ファルコンズ   | 南       | 4        | 12       | 0        | .250     | 1-5      | 2-10     | .551     | .391     |
| タイブレーク   |                |          |          |          |          |          |          |          |          |          |
| 1. 2. 3. 4. 5. |                |          |          |          |          |          |          |          |          |          |

## トーナメント表
|  | |                                                  |                                                  |                              |                                  |                                  |                                  |                            |            |    |                                  |                                  |                                  |  |  |                                           |                                           |                                           |
|  | ワイルドカード・プレーオフ | ワイルドカード・プレーオフ                       | ワイルドカード・プレーオフ                       |                              |                                  | ディビジョナル・プレーオフ       | ディビジョナル・プレーオフ       | ディビジョナル・プレーオフ |            |    |                                  |                                  |                                  |  |  |                                           |                                           |                                           |
|  | 2021年1月10日 ニッサン・スタジアム | 2021年1月10日 ニッサン・スタジアム               | 2021年1月10日 ニッサン・スタジアム               |                              |                                  | 1月16日 ビルズ・スタジアム       | 1月16日 ビルズ・スタジアム       | 1月16日 ビルズ・スタジアム |            |    | 1月24日 アローヘッド・スタジアム | 1月24日 アローヘッド・スタジアム | 1月24日 アローヘッド・スタジアム |  |  | 2月7日 レイモンド・ジェームス・スタジアム | 2月7日 レイモンド・ジェームス・スタジアム | 2月7日 レイモンド・ジェームス・スタジアム |
|  | 5 | レイブンズ                                       | 20                                               |                              |                                  | 1月16日 ビルズ・スタジアム       | 1月16日 ビルズ・スタジアム       | 1月16日 ビルズ・スタジアム |            |    | 1月24日 アローヘッド・スタジアム | 1月24日 アローヘッド・スタジアム | 1月24日 アローヘッド・スタジアム |  |  | 2月7日 レイモンド・ジェームス・スタジアム | 2月7日 レイモンド・ジェームス・スタジアム | 2月7日 レイモンド・ジェームス・スタジアム |
|  | 5 | レイブンズ                                       | 20                                               |                              |                                  | 1月16日 ビルズ・スタジアム       | 1月16日 ビルズ・スタジアム       | 1月16日 ビルズ・スタジアム |            |    | 1月24日 アローヘッド・スタジアム | 1月24日 アローヘッド・スタジアム | 1月24日 アローヘッド・スタジアム |  |  | 2月7日 レイモンド・ジェームス・スタジアム | 2月7日 レイモンド・ジェームス・スタジアム | 2月7日 レイモンド・ジェームス・スタジアム |
|  | 4 | タイタンズ                                       | 13                                               |                              |                                  | 1月16日 ビルズ・スタジアム       | 1月16日 ビルズ・スタジアム       | 1月16日 ビルズ・スタジアム |            |    | 1月24日 アローヘッド・スタジアム | 1月24日 アローヘッド・スタジアム | 1月24日 アローヘッド・スタジアム |  |  | 2月7日 レイモンド・ジェームス・スタジアム | 2月7日 レイモンド・ジェームス・スタジアム | 2月7日 レイモンド・ジェームス・スタジアム |
|  | 4 | タイタンズ                                       | 13                                               |                              |                                  | 1月16日 ビルズ・スタジアム       | 1月16日 ビルズ・スタジアム       | 1月16日 ビルズ・スタジアム |            |    | 1月24日 アローヘッド・スタジアム | 1月24日 アローヘッド・スタジアム | 1月24日 アローヘッド・スタジアム |  |  | 2月7日 レイモンド・ジェームス・スタジアム | 2月7日 レイモンド・ジェームス・スタジアム | 2月7日 レイモンド・ジェームス・スタジアム |
|  | 2021年1月9日 ビルズ・スタジアム | 2021年1月9日 ビルズ・スタジアム                  | 2021年1月9日 ビルズ・スタジアム                  | 5                            | レイブンズ                       | 3                                |                                  |                            |            |    | 1月24日 アローヘッド・スタジアム | 1月24日 アローヘッド・スタジアム | 1月24日 アローヘッド・スタジアム |  |  | 2月7日 レイモンド・ジェームス・スタジアム | 2月7日 レイモンド・ジェームス・スタジアム | 2月7日 レイモンド・ジェームス・スタジアム |
|  | 2021年1月9日 ビルズ・スタジアム | 2021年1月9日 ビルズ・スタジアム                  | 2021年1月9日 ビルズ・スタジアム                  | 5                            | レイブンズ                       | 3                                |                                  |                            |            |    | 1月24日 アローヘッド・スタジアム | 1月24日 アローヘッド・スタジアム | 1月24日 アローヘッド・スタジアム |  |  | 2月7日 レイモンド・ジェームス・スタジアム | 2月7日 レイモンド・ジェームス・スタジアム | 2月7日 レイモンド・ジェームス・スタジアム |
|  | 2021年1月9日 ビルズ・スタジアム | 2021年1月9日 ビルズ・スタジアム                  | 2021年1月9日 ビルズ・スタジアム                  |                              | 2                                | ビルズ                           | 17                               |                            |            |    | 1月24日 アローヘッド・スタジアム | 1月24日 アローヘッド・スタジアム | 1月24日 アローヘッド・スタジアム |  |  | 2月7日 レイモンド・ジェームス・スタジアム | 2月7日 レイモンド・ジェームス・スタジアム | 2月7日 レイモンド・ジェームス・スタジアム |
|  | 2021年1月9日 ビルズ・スタジアム | 2021年1月9日 ビルズ・スタジアム                  | 2021年1月9日 ビルズ・スタジアム                  |                              | 2                                | ビルズ                           | 17                               |                            |            |    | 1月24日 アローヘッド・スタジアム | 1月24日 アローヘッド・スタジアム | 1月24日 アローヘッド・スタジアム |  |  | 2月7日 レイモンド・ジェームス・スタジアム | 2月7日 レイモンド・ジェームス・スタジアム | 2月7日 レイモンド・ジェームス・スタジアム |
|  | 7 | コルツ                                           | 24                                               | AFC                          | AFC                              | AFC                              |                                  |                            |            |    | 1月24日 アローヘッド・スタジアム | 1月24日 アローヘッド・スタジアム | 1月24日 アローヘッド・スタジアム |  |  | 2月7日 レイモンド・ジェームス・スタジアム | 2月7日 レイモンド・ジェームス・スタジアム | 2月7日 レイモンド・ジェームス・スタジアム |
|  | 7 | コルツ                                           | 24                                               | AFC                          | AFC                              | AFC                              |                                  |                            |            |    | 1月24日 アローヘッド・スタジアム | 1月24日 アローヘッド・スタジアム | 1月24日 アローヘッド・スタジアム |  |  | 2月7日 レイモンド・ジェームス・スタジアム | 2月7日 レイモンド・ジェームス・スタジアム | 2月7日 レイモンド・ジェームス・スタジアム |
|  | 2 | ビルズ                                           | 27                                               |                              | 1月17日 アローヘッド・スタジアム | 1月17日 アローヘッド・スタジアム | 1月17日 アローヘッド・スタジアム |                            |            |    | 1月24日 アローヘッド・スタジアム | 1月24日 アローヘッド・スタジアム | 1月24日 アローヘッド・スタジアム |  |  | 2月7日 レイモンド・ジェームス・スタジアム | 2月7日 レイモンド・ジェームス・スタジアム | 2月7日 レイモンド・ジェームス・スタジアム |
|  | 2 | ビルズ                                           | 27                                               |                              | 1月17日 アローヘッド・スタジアム | 1月17日 アローヘッド・スタジアム | 1月17日 アローヘッド・スタジアム |                            |            |    | 1月24日 アローヘッド・スタジアム | 1月24日 アローヘッド・スタジアム | 1月24日 アローヘッド・スタジアム |  |  | 2月7日 レイモンド・ジェームス・スタジアム | 2月7日 レイモンド・ジェームス・スタジアム | 2月7日 レイモンド・ジェームス・スタジアム |
|  | 2021年1月10日 ハインツ・フィールド | 2021年1月10日 ハインツ・フィールド               | 2021年1月10日 ハインツ・フィールド               | 2                            | 1月17日 アローヘッド・スタジアム | 1月17日 アローヘッド・スタジアム | 1月17日 アローヘッド・スタジアム | ビルズ                     | 24         |    |                                  |                                  |                                  |  |  | 2月7日 レイモンド・ジェームス・スタジアム | 2月7日 レイモンド・ジェームス・スタジアム | 2月7日 レイモンド・ジェームス・スタジアム |
|  | 2021年1月10日 ハインツ・フィールド | 2021年1月10日 ハインツ・フィールド               | 2021年1月10日 ハインツ・フィールド               | 2                            | 1月17日 アローヘッド・スタジアム | 1月17日 アローヘッド・スタジアム | 1月17日 アローヘッド・スタジアム | ビルズ                     | 24         |    |                                  |                                  |                                  |  |  | 2月7日 レイモンド・ジェームス・スタジアム | 2月7日 レイモンド・ジェームス・スタジアム | 2月7日 レイモンド・ジェームス・スタジアム |
|  | 2021年1月10日 ハインツ・フィールド | 2021年1月10日 ハインツ・フィールド               | 2021年1月10日 ハインツ・フィールド               |                              | 1月17日 アローヘッド・スタジアム | 1月17日 アローヘッド・スタジアム | 1月17日 アローヘッド・スタジアム | 1                          | チーフス   | 38 |                                  |                                  |                                  |  |  | 2月7日 レイモンド・ジェームス・スタジアム | 2月7日 レイモンド・ジェームス・スタジアム | 2月7日 レイモンド・ジェームス・スタジアム |
|  | 2021年1月10日 ハインツ・フィールド | 2021年1月10日 ハインツ・フィールド               | 2021年1月10日 ハインツ・フィールド               |                              | 1月17日 アローヘッド・スタジアム | 1月17日 アローヘッド・スタジアム | 1月17日 アローヘッド・スタジアム | 1                          | チーフス   | 38 |                                  |                                  |                                  |  |  | 2月7日 レイモンド・ジェームス・スタジアム | 2月7日 レイモンド・ジェームス・スタジアム | 2月7日 レイモンド・ジェームス・スタジアム |
|  | 2021年1月10日 ハインツ・フィールド | 2021年1月10日 ハインツ・フィールド               | 2021年1月10日 ハインツ・フィールド               | AFCチャンピオンシップ        | 1月17日 アローヘッド・スタジアム | 1月17日 アローヘッド・スタジアム | 1月17日 アローヘッド・スタジアム |                            |            |    |                                  |                                  |                                  |  |  | 2月7日 レイモンド・ジェームス・スタジアム | 2月7日 レイモンド・ジェームス・スタジアム | 2月7日 レイモンド・ジェームス・スタジアム |
|  | 2021年1月10日 ハインツ・フィールド | 2021年1月10日 ハインツ・フィールド               | 2021年1月10日 ハインツ・フィールド               |                              | 1月17日 アローヘッド・スタジアム | 1月17日 アローヘッド・スタジアム | 1月17日 アローヘッド・スタジアム |                            |            |    |                                  |                                  |                                  |  |  | 2月7日 レイモンド・ジェームス・スタジアム | 2月7日 レイモンド・ジェームス・スタジアム | 2月7日 レイモンド・ジェームス・スタジアム |
|  | 2021年1月10日 ハインツ・フィールド | 2021年1月10日 ハインツ・フィールド               | 2021年1月10日 ハインツ・フィールド               | 1月24日 ランボー・フィールド | 1月17日 アローヘッド・スタジアム | 1月17日 アローヘッド・スタジアム | 1月17日 アローヘッド・スタジアム |                            |            |    |                                  |                                  |                                  |  |  | 2月7日 レイモンド・ジェームス・スタジアム | 2月7日 レイモンド・ジェームス・スタジアム | 2月7日 レイモンド・ジェームス・スタジアム |
|  | 6 | ブラウンズ                                       | 48                                               |                              | 1月17日 アローヘッド・スタジアム | 1月17日 アローヘッド・スタジアム | 1月17日 アローヘッド・スタジアム |                            |            |    |                                  |                                  |                                  |  |  | 2月7日 レイモンド・ジェームス・スタジアム | 2月7日 レイモンド・ジェームス・スタジアム | 2月7日 レイモンド・ジェームス・スタジアム |
|  | 6 | ブラウンズ                                       | 48                                               | 6                            | ブラウンズ                       | 17                               |                                  |                            |            |    |                                  |                                  |                                  |  |  | 2月7日 レイモンド・ジェームス・スタジアム | 2月7日 レイモンド・ジェームス・スタジアム | 2月7日 レイモンド・ジェームス・スタジアム |
|  | 3 | スティーラーズ                                   | 37                                               | 6                            | ブラウンズ                       | 17                               |                                  |                            |            |    |                                  |                                  |                                  |  |  | 2月7日 レイモンド・ジェームス・スタジアム | 2月7日 レイモンド・ジェームス・スタジアム | 2月7日 レイモンド・ジェームス・スタジアム |
|  | 3 | スティーラーズ                                   | 37                                               | 1                            | チーフス                         | 22                               |                                  |                            |            |    |                                  |                                  |                                  |  |  | 2月7日 レイモンド・ジェームス・スタジアム | 2月7日 レイモンド・ジェームス・スタジアム | 2月7日 レイモンド・ジェームス・スタジアム |
|  | 2021年1月9日 フェデックスフィールド |                                                  |                                                  | 1                            | チーフス                         | 22                               |                                  |                            |            |    |                                  |                                  |                                  |  |  | 2月7日 レイモンド・ジェームス・スタジアム | 2月7日 レイモンド・ジェームス・スタジアム | 2月7日 レイモンド・ジェームス・スタジアム |
|  | 1月17日 メルセデス・ベンツ・スーパードーム |                                                  |                                                  |                              |                                  |                                  |                                  |                            |            |    |                                  |                                  |                                  |  |  | 2月7日 レイモンド・ジェームス・スタジアム | 2月7日 レイモンド・ジェームス・スタジアム | 2月7日 レイモンド・ジェームス・スタジアム |
|  | |                                                  |                                                  |                              |                                  |                                  |                                  |                            |            |    |                                  |                                  |                                  |  |  | 2月7日 レイモンド・ジェームス・スタジアム | 2月7日 レイモンド・ジェームス・スタジアム | 2月7日 レイモンド・ジェームス・スタジアム |
|  | |                                                  |                                                  |                              |                                  |                                  |                                  |                            |            |    |                                  |                                  |                                  |  |  | 2月7日 レイモンド・ジェームス・スタジアム | 2月7日 レイモンド・ジェームス・スタジアム | 2月7日 レイモンド・ジェームス・スタジアム |
|  | |                                                  |                                                  |                              |                                  |                                  |                                  |                            |            |    |                                  |                                  |                                  |  |  | 2月7日 レイモンド・ジェームス・スタジアム | 2月7日 レイモンド・ジェームス・スタジアム | 2月7日 レイモンド・ジェームス・スタジアム |
|  | A1 | チーフス                                         | 9                                                |                              |                                  |                                  |                                  |                            |            |    |                                  |                                  |                                  |  |  |                                           |                                           |                                           |
|  | A1 | チーフス                                         | 9                                                |                              |                                  |                                  |                                  |                            |            |    |                                  |                                  |                                  |  |  |                                           |                                           |                                           |
|  | | N5                                               | バッカニアーズ                                   | 31                           |                                  |                                  |                                  |                            |            |    |                                  |                                  |                                  |  |  |                                           |                                           |                                           |
|  | | N5                                               | バッカニアーズ                                   | 31                           |                                  |                                  |                                  |                            |            |    |                                  |                                  |                                  |  |  |                                           |                                           |                                           |
|  | 5 | バッカニアーズ                                   | 31                                               | 第55回スーパーボウル         | 第55回スーパーボウル             | 第55回スーパーボウル             |                                  |                            |            |    |                                  |                                  |                                  |  |  |                                           |                                           |                                           |
|  | 5 | バッカニアーズ                                   | 31                                               | 第55回スーパーボウル         | 第55回スーパーボウル             | 第55回スーパーボウル             |                                  |                            |            |    |                                  |                                  |                                  |  |  |                                           |                                           |                                           |
|  | 4 | ワシントン                                       | 23                                               | 第55回スーパーボウル         | 第55回スーパーボウル             | 第55回スーパーボウル             |                                  |                            |            |    |                                  |                                  |                                  |  |  |                                           |                                           |                                           |
|  | 4 | ワシントン                                       | 23                                               | 第55回スーパーボウル         | 第55回スーパーボウル             | 第55回スーパーボウル             |                                  |                            |            |    |                                  |                                  |                                  |  |  |                                           |                                           |                                           |
|  | 2021年1月10日 メルセデス・ベンツ・スーパードーム | 2021年1月10日 メルセデス・ベンツ・スーパードーム | 2021年1月10日 メルセデス・ベンツ・スーパードーム | 5                            | バッカニアーズ                   | 30                               |                                  |                            |            |    |                                  |                                  |                                  |  |  |                                           |                                           |                                           |
|  | 2021年1月10日 メルセデス・ベンツ・スーパードーム | 2021年1月10日 メルセデス・ベンツ・スーパードーム | 2021年1月10日 メルセデス・ベンツ・スーパードーム | 5                            | バッカニアーズ                   | 30                               |                                  |                            |            |    |                                  |                                  |                                  |  |  |                                           |                                           |                                           |
|  | 2021年1月10日 メルセデス・ベンツ・スーパードーム | 2021年1月10日 メルセデス・ベンツ・スーパードーム | 2021年1月10日 メルセデス・ベンツ・スーパードーム |                              | 2                                | セインツ                         | 20                               |                            |            |    |                                  |                                  |                                  |  |  |                                           |                                           |                                           |
|  | 2021年1月10日 メルセデス・ベンツ・スーパードーム | 2021年1月10日 メルセデス・ベンツ・スーパードーム | 2021年1月10日 メルセデス・ベンツ・スーパードーム |                              | 2                                | セインツ                         | 20                               |                            |            |    |                                  |                                  |                                  |  |  |                                           |                                           |                                           |
|  | 7 | ベアーズ                                         | 9                                                | NFC                          | NFC                              | NFC                              |                                  |                            |            |    |                                  |                                  |                                  |  |  |                                           |                                           |                                           |
|  | 7 | ベアーズ                                         | 9                                                | NFC                          | NFC                              | NFC                              |                                  |                            |            |    |                                  |                                  |                                  |  |  |                                           |                                           |                                           |
|  | 2 | セインツ                                         | 21                                               |                              | 1月16日 ランボー・フィールド     | 1月16日 ランボー・フィールド     | 1月16日 ランボー・フィールド     |                            |            |    |                                  |                                  |                                  |  |  |                                           |                                           |                                           |
|  | 2 | セインツ                                         | 21                                               |                              | 1月16日 ランボー・フィールド     | 1月16日 ランボー・フィールド     | 1月16日 ランボー・フィールド     |                            |            |    |                                  |                                  |                                  |  |  |                                           |                                           |                                           |
|  | 2021年1月9日 ルーメン・フィールド | 2021年1月9日 ルーメン・フィールド                | 2021年1月9日 ルーメン・フィールド                | 5                            | 1月16日 ランボー・フィールド     | 1月16日 ランボー・フィールド     | 1月16日 ランボー・フィールド     | バッカニアーズ             | 31         |    |                                  |                                  |                                  |  |  |                                           |                                           |                                           |
|  | 2021年1月9日 ルーメン・フィールド | 2021年1月9日 ルーメン・フィールド                | 2021年1月9日 ルーメン・フィールド                | 5                            | 1月16日 ランボー・フィールド     | 1月16日 ランボー・フィールド     | 1月16日 ランボー・フィールド     | バッカニアーズ             | 31         |    |                                  |                                  |                                  |  |  |                                           |                                           |                                           |
|  | 2021年1月9日 ルーメン・フィールド | 2021年1月9日 ルーメン・フィールド                | 2021年1月9日 ルーメン・フィールド                |                              | 1月16日 ランボー・フィールド     | 1月16日 ランボー・フィールド     | 1月16日 ランボー・フィールド     | 1                          | パッカーズ | 26 |                                  |                                  |                                  |  |  |                                           |                                           |                                           |
|  | 2021年1月9日 ルーメン・フィールド | 2021年1月9日 ルーメン・フィールド                | 2021年1月9日 ルーメン・フィールド                |                              | 1月16日 ランボー・フィールド     | 1月16日 ランボー・フィールド     | 1月16日 ランボー・フィールド     | 1                          | パッカーズ | 26 |                                  |                                  |                                  |  |  |                                           |                                           |                                           |
|  | 2021年1月9日 ルーメン・フィールド | 2021年1月9日 ルーメン・フィールド                | 2021年1月9日 ルーメン・フィールド                | NFCチャンピオンシップ        | 1月16日 ランボー・フィールド     | 1月16日 ランボー・フィールド     | 1月16日 ランボー・フィールド     |                            |            |    |                                  |                                  |                                  |  |  |                                           |                                           |                                           |
|  | 2021年1月9日 ルーメン・フィールド | 2021年1月9日 ルーメン・フィールド                | 2021年1月9日 ルーメン・フィールド                |                              | 1月16日 ランボー・フィールド     | 1月16日 ランボー・フィールド     | 1月16日 ランボー・フィールド     |                            |            |    |                                  |                                  |                                  |  |  |                                           |                                           |                                           |
|  | 2021年1月9日 ルーメン・フィールド | 2021年1月9日 ルーメン・フィールド                | 2021年1月9日 ルーメン・フィールド                |                              | 1月16日 ランボー・フィールド     | 1月16日 ランボー・フィールド     | 1月16日 ランボー・フィールド     |                            |            |    |                                  |                                  |                                  |  |  |                                           |                                           |                                           |
|  | 6 | ラムズ                                           | 30                                               |                              | 1月16日 ランボー・フィールド     | 1月16日 ランボー・フィールド     | 1月16日 ランボー・フィールド     |                            |            |    |                                  |                                  |                                  |  |  |                                           |                                           |                                           |
|  | 6 | ラムズ                                           | 30                                               | 6                            | ラムズ                           | 18                               |                                  |                            |            |    |                                  |                                  |                                  |  |  |                                           |                                           |                                           |
|  | 3 | シーホークス                                     | 20                                               | 6                            | ラムズ                           | 18                               |                                  |                            |            |    |                                  |                                  |                                  |  |  |                                           |                                           |                                           |
|  | 3 | シーホークス                                     | 20                                               | 1                            | パッカーズ                       | 32                               |                                  |                            |            |    |                                  |                                  |                                  |  |  |                                           |                                           |                                           |
|  | |                                                  |                                                  | 1                            | パッカーズ                       | 32                               |                                  |                            |            |    |                                  |                                  |                                  |  |  |                                           |                                           |                                           |
|  | |                                                  |                                                  |                              |                                  |                                  |                                  |                            |            |    |                                  |                                  |                                  |  |  |                                           |                                           |                                           |
|  | |                                                  |                                                  |                              |                                  |                                  |                                  |                            |            |    |                                  |                                  |                                  |  |  |                                           |                                           |                                           |
|  | |                                                  |                                                  |                              |                                  |                                  |                                  |                            |            |    |                                  |                                  |                                  |  |  |                                           |                                           |                                           |
|  | |                                                  |                                                  |                              |                                  |                                  |                                  |                            |            |    |                                  |                                  |                                  |  |  |                                           |                                           |                                           |
|  | - 対戦カードはレギュラーシーズン成績に基づくシード順で決定され、上位シードチームのホームで対戦する。そのラウンドに残ったチームの内の最上位シードが最下位シードと対戦するルールであるため、ディビジョナル・プレーオフの対戦カードはワイルドカードの結果により変動する。 - スーパーボウル開催地は事前にオーナー会議で決定。その他の試合はシード上位のチームのホームで開催する。 - チーム名の左の数字はシード順。 - * は延長戦決着 - 日付はアメリカ東部時間 |                                                  |                                                  |                              |                                  |                                  |                                  |                            |            |    |                                  |                                  |                                  |  |  |                                           |                                           |                                           |

## 受賞・記録
2020年シーズンの各部門受賞者に加え、殿堂入り選手が現地時間2021年2月6日開催の第10回NFLオナーズで発表された。
| AP通信MVP                        | アーロン・ロジャース     | QB | グリーンベイ・パッカーズ       |
| AP通信最優秀攻撃選手賞           | デリック・ヘンリー       | RB | テネシー・タイタンズ           |
| AP通信最優秀守備選手賞           | アーロン・ドナルド       | DT | ロサンゼルス・ラムズ           |
| AP通信最優秀コーチ賞             | ケビン・ステファンスキー | HC | クリーブランド・ブラウンズ     |
| AP通信最優秀アシスタントコーチ賞 | ブライアン・デイボール   | OC | バッファロー・ビルズ           |
| AP通信最優秀新人攻撃選手賞       | ジャスティン・ハーバート | QB | ロサンゼルス・チャージャーズ   |
| AP通信最優秀新人守備選手賞       | チェイス・ヤング         | DE | ワシントン・フットボールチーム |
| AP通信カムバック賞               | アレックス・スミス       | QB | ワシントン・フットボールチーム |
| ペプシ最優秀新人賞               | ジャスティン・ハーバート | QB | ロサンゼルス・チャージャーズ   |
| ウォルター・ペイトン賞           | ラッセル・ウィルソン     | QB | シアトル・シーホークス         |
| フットボール記者連盟賞           | ブランドン・ビーン       | GM | バッファロー・ビルズ           |
| スーパーボウルMVP                | トム・ブレイディ         | QB | タンパベイ・バッカニアーズ     |

| 得点               | ク・ヨンフェ           | アトランタ・ファルコンズ     | 144   |
| 得点               | ダニエル・カールソン   | ラスベガス・レイダース       | 144   |
| 得点               | ジェイソン・サンダース | マイアミ・ドルフィンズ       | 144   |
| タッチダウン       | アルビン・カマラ       | ニューオーリンズ・セインツ   | 21    |
| ラッシング         | デリック・ヘンリー     | テネシー・タイタンズ         | 2,027 |
| パッシングヤード   | デショーン・ワトソン   | ヒューストン・テキサンズ     | 4,823 |
| パッシングTD       | アーロン・ロジャース   | グリーンベイ・パッカーズ     | 48    |
| パサーレイティング | アーロン・ロジャース   | グリーンベイ・パッカーズ     | 121.5 |
| パスレシーブ数     | ステフォン・ディグス   | バッファロー・ビルズ         | 127   |
| パスレシーブヤード | ステフォン・ディグス   | バッファロー・ビルズ         | 1,535 |
| 総タックル数       | ザック・カニンガム     | ヒューストン・テキサンズ     | 164   |
| QBサック           | T・J・ワット           | ピッツバーグ・スティーラーズ | 15    |
| インターセプト数   | ゼイビエン・ハワード   | マイアミ・ドルフィンズ       | 10    |
| FG成功回数         | ク・ヨンフェ           | アトランタ・ファルコンズ     | 37    |
| パントヤード       | ブランデン・マン       | ニューヨーク・ジェッツ       | 3,598 |
| パント平均ヤード   | ブランデン・マン       | ニューヨーク・ジェッツ       | 43.9  |

### 殿堂
- ジョン・リンチ - セイフティ。1993年から2015年まで現役生活を送り、バッカニアーズやブロンコスに所属し、バッカニアーズのスーパーボウル初制覇（第37回）に貢献。
- ペイトン・マニング - クォーターバック。1990年から2015年まで現役生活を送り、コルツとブロンコスでスーパーボウル制覇（第41回・第50回）。
- チャールズ・ウッドソン - ディフェンスバック。1998年から2012年まで現役生活を送り、レイダースやパッカーズで活躍し、パッカーズでスーパーボウル制覇（第45回）。
- カルビン・ジョンソン - 2007年から2015年まで現役生活を送り、ライオンズで活躍。
- アラン・ファニカ（英語版） - ガード。1998年から2010年まで現役生活を送り、スティーラーズ等の3チームに所属。スティーラーズでスーパーボウル制覇（第40回）。
- ドリュー・ピアソン（英語版） - ワイドレシーバー。1973年から1983年まで現役生活を送り、カウボーイズで活躍。スーパーボウルを制覇（第12回）。
- トム・フローレス（英語版） - ヘッドコーチ。ヘッドコーチとしてレイダースでスーパーボウルを2度制覇（第15回・第18回）。
- ビル・ナン（英語版） - 1968年から2014年までスティーラーズのスカウトとして活躍。